# Langøyene
Langøyene est un groupe de deux îles de la commune de Nesodden,  dans le comté d'Akershus en Norvège.

## Description
Les deux îles Nordre Langøy et Søndre Langøy sont situées entre l'Oslofjord intérieur et le Bunnefjorden, à la limite d'Oslo.
Les îles appartiennent à la municipalité d'Oslo. Le détroit entre Langøyene a été remblayé, en partie avec des ordures d'Oslo, et semé d'herbe. 
Sur les îles, il y a une zone naturiste, une plage de baignade et un camping. Il n'y a pas d'établissement permanent, mais il y a une liaison par bateau en été.

## Galerie

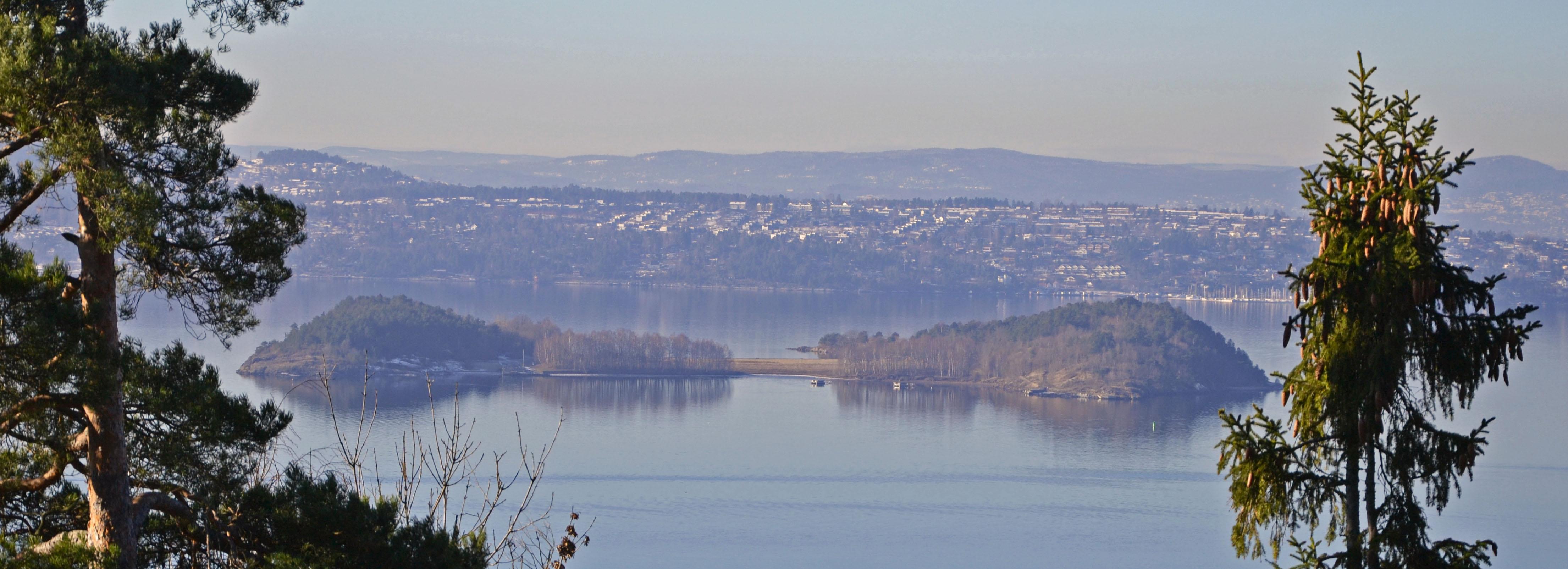
Les îles vues d'Oslo
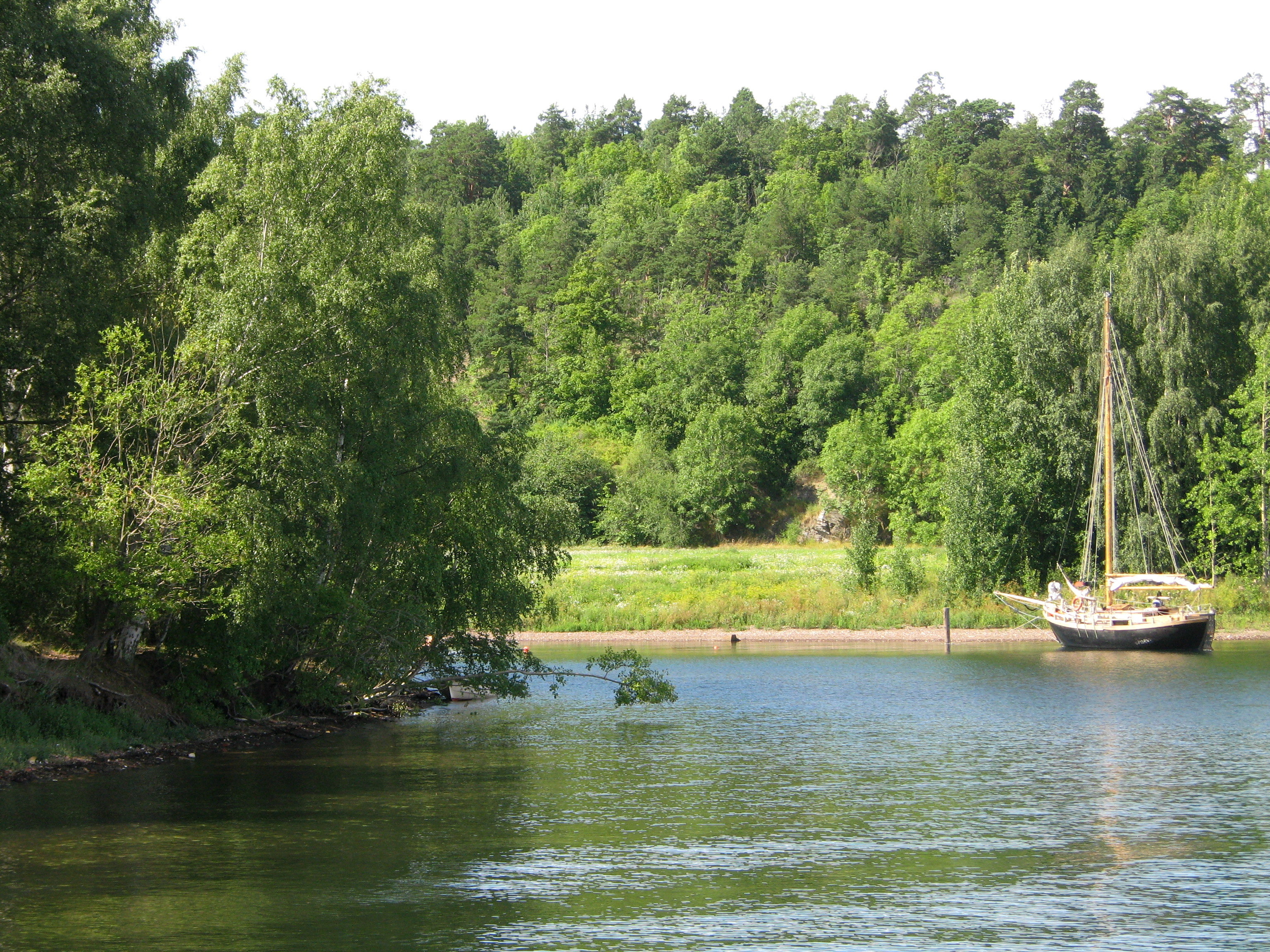
Plage boisée